# Grafmonument van de familie Van Beugen
Het grafmonument van de familie Van Beugen is een 19e-eeuws grafmonument op begraafplaats Orthen in de Nederlandse stad 's-Hertogenbosch.

## Achtergrond
Petrus Franciscus van Beugen (1813-1895) was een rijke koopman, fabrikant en opperbrandmeester in Den Bosch. Hij trouwde met Anna Dorothea Voets (1810-1840) en na haar overlijden met Joanna Maria Mennen (1802-1888). Van Beugen behoorde tot de hoogstaangeslagenen van Noord-Brabant. In 1865 werd hij door de bey van Tunis benoemd tot officier in de orde van de Glorie (Nishan al-Iftikhar). Na het overlijden van zijn tweede echtgenote raakte hij dement. Hij werd de laatste jaren van zijn leven verpleegd door de Broeders Penitenten in Huize Padua (Boekel), waar hij ook overleed.
Dorothée van Beugen (1845-1929), dochter van het echtpaar Van Beugen-Mennen, was onder meer presidente van de vrouwenafdeling van de Derde orde in Den Bosch en oprichtster en presidente van het meisjespatronaat van Sint Catrien. Zij ontving in 1914 de pauselijke onderscheiding Pro Ecclesia et Pontifice. Ze was vrijgezel en gebruikte de rijke nalatenschap van haar ouders om een kapucijnenklooster (1898) te laten bouwen aan de Van der Does de Willeboissingel in Den Bosch. In ruil daarvoor moesten de kapucijnen onder andere de door A.G. Schull geschilderde portretten van haar ouders een goede plek in het klooster geven en op hun sterfdag een mis opdragen. Ze schonk daarnaast ca. 45 hectare land in Biezenmortel aan de congregatie van de Broeders Penitenten in ruil voor een jaarlijkse lijfrente van 800 gulden. Op deze grond werd door de broeders Huize Assisië gesticht, dat was bestemd voor de verpleging en opvoeding van verstandelijk gehandicapte jongens.
Het graf van Dorothée van Beugen en haar ouders ligt aan de rechterzijde van de Bisschopskapel op de begraafplaats. Het eclectische grafmonument werd, volgens een signatuur rechtsonder op de grafplaat, gemaakt door I. Schonemaker.

## Beschrijving
Het grafmonument bestaat uit een liggende hardstenen grafplaat waarop een enigszins taps toelopende stele is geplaatst die wordt bekroond door een kruis met bladornamentiek aan de voet en uiteinden. Op de zijkanten en achterkant van de stele zijn in reliëf een kruis, anker en brandend hart aangebracht, symbolen van geloof, hoop en liefde. Het opschrift van de witte, marmeren plaat aan de voorzijde van de stele luidt:

RUSTPLAATS
VAN MEJUFFROUW
DOROTHEA ARNOLDA
JOHANNA MARIA
VAN BEUGEN
GEBOREN TE 's HERTOGENBOSCH

10 JANUARI 1845
ALDAAR OVERLEDEN
4 JUNI 1929
R.I.P.

Op de grafplaat zijn de familiewapens van Van Beugen (een hoge keper vergezeld van drie rozen) en Mennen in laag-reliëf gehakt, waaronder de tekst:

HIER RUSTEN IN AFWACHTING DER ZALIGE VERRIJZENIS
ONZE DIERBARE OUDERS
MEVROUW J.M. VAN BEUGEN-MENNEN
GEBOREN TE ’s BOSCH DEN 11 JUNI 1802
ALDAAR OVERLEDEN DEN 14 NOV. 1888
VOORZIEN VAN DE HH. SACRAMENTEN DER STERVENDEN
EN HAAR ECHTGENOOT DE WELEDELE HEER P.F. VAN BEUGEN
OFFICIER IN DE ORDE VAN VERDIENSTEN
GEBOREN TE ’s BOSCH DEN 16 AUGUSTUS 1813
EN OVERLEDEN DEN 3 MEI 1895
VOORZIEN VAN DE HH. SACRAMENTEN DER STERVENDEN
R.I.P.

Om het graf is een hekwerk geplaatst van vier geornamenteerde zuiltjes, waartussen een ketting was geplaatst. Deze ketting is niet meer aanwezig.

## Waardering
Het grafmonument werd in 2002 als rijksmonument in het Monumentenregister opgenomen, vanwege de "cultuurhistorische waarde als bijzondere uitdrukking van een sociale en geestelijke ontwikkeling waarbij de gegoede burgerij een belangrijke rol speelt in de explosieve groei van de kloosterorden in Brabant. Verder is het graf van belang als illustratie van de typologische ontwikkeling van het grafmonument. Het graf heeft ensemblewaarden als onderdeel van een groter geheel met cultuurhistorische, architectuurhistorische en typologische samenhang. Het is gaaf bewaard gebleven en typologisch zeldzaam."